# Ilimanu (Ort)
Ilimanu ist ein Ortsteil von Vila Maumeta, dem Hauptort der osttimoresischen Insel Atauro. Ilimanu bildet den Mittelteil von Vila Maumeta, im Osten der Aldeia Ilimanu (Suco Vila Maumeta, Gemeinde Atauro), auf einer Meereshöhe von 12 m. Der Ortsname bedeutet „Vogelberg“ in der lokalen Sprache Dadu'a.

## Einrichtungen
Gleich an der Nordseite der Travessa Vila de Maumeta, wo Ilimanu an Eclae grenzt, steht die kleine katholische Pfarrkirche Nossa Senhora do Rosario. Entlang zweier paralleler Hauptstraßen reihen sich die meisten Gebäude des schmalen Ortsteils. Nur etwas mehr als 200 Menschen leben in dieser Verbindung zwischen Vilas Zentren in Nord und Süd. An der Straße auf der Küstenseite stehen ein Büro der Electricidade de Timor-Leste (EDTL) und die Dienststelle der Polizei (PNTL).